# Userhat
| F12 | F4 · t · Z1 |

| F12 | F4 · t · Z1 |

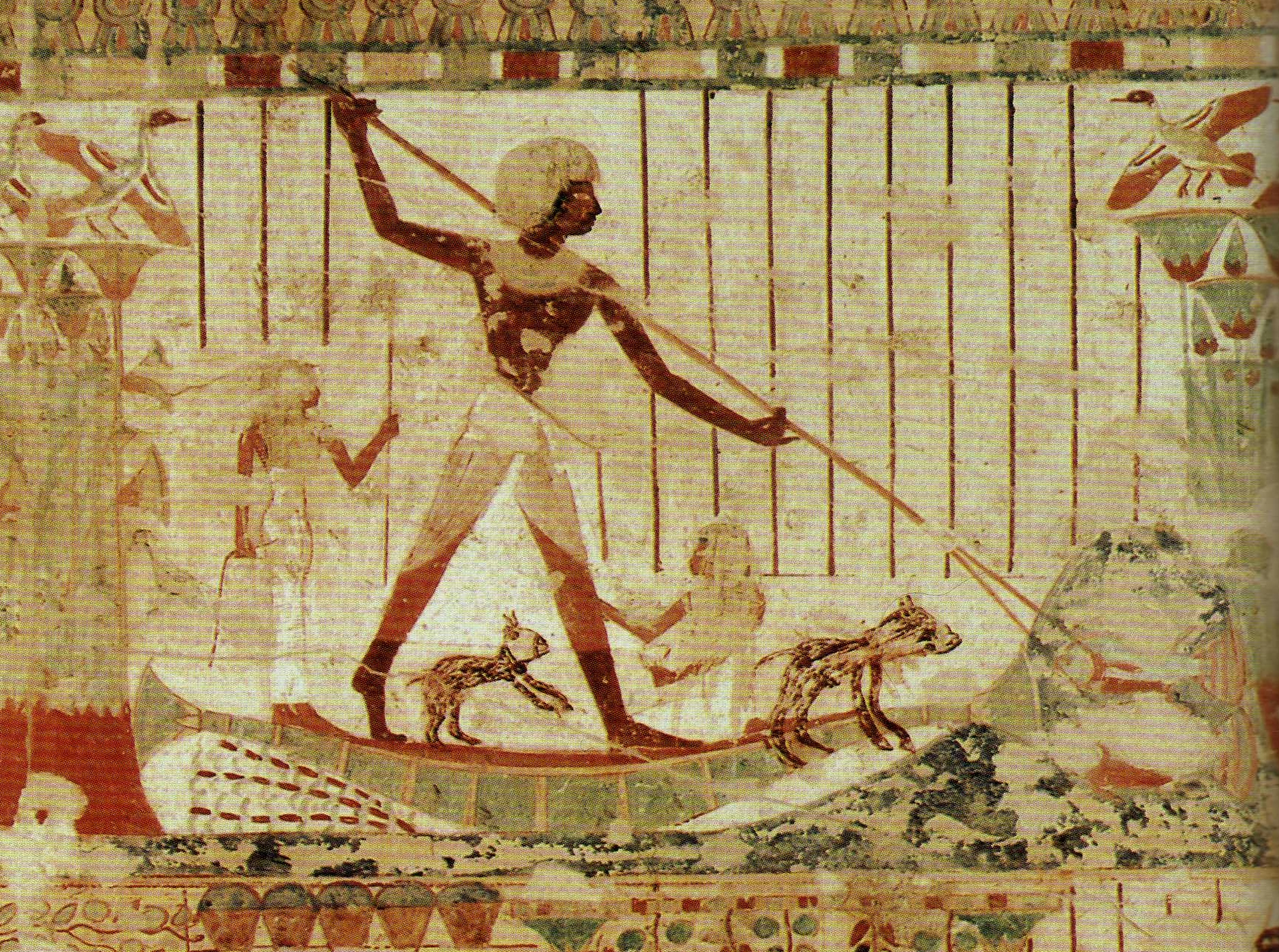
Userhat con su familia en una barca, pescando con un arpón. Los dos gatos pintados fueron añadidos en la época copta. Tumba tebana TT56.

Userhat fue un escriba en el Antiguo Egipto que vivió y trabajó en Tebas durante el reinado de Amenhotep II. Durante su infancia, se había criado como niño de la guardería real (niño de Kep), por lo que es probable que llegase a ser un amigo cercano del rey.
Contaba con los títulos de "gran confidente del señor de las dos tierras", "supervisor de los rebaños de Amón" y "sustituto del primer heraldo" y su función más importante era la de "contable del pan", en concreto, "escriba del censo del pan del Alto y Bajo Egipto", pero, sin embargo, la mayoría de las veces se refería a sí mismo sólo como "escriba".
Estaba casado con Mutneferet que llevaba el título de "ornamento real", que se correspondía con "dama de honor".
Tuvo un hijo, Usi, que aparece representado como sacerdote sem en su tumba y dos hijas, Henut-Neferet y Nebet-Tauy.
Su tumba, la TT56 está situada a los pies de la colina de Sheij Abd el-Qurna, formando parte de la necrópolis tebana, en la orilla oeste del Nilo. Por la calidad, composición y colorido de sus pinturas, está considerada como una de las mejores tumbas no reales del Imperio Nuevo.
Userhat llevaba el mismo nombre que la barca procesional del dios Amón del templo de Karnak.

## Galería

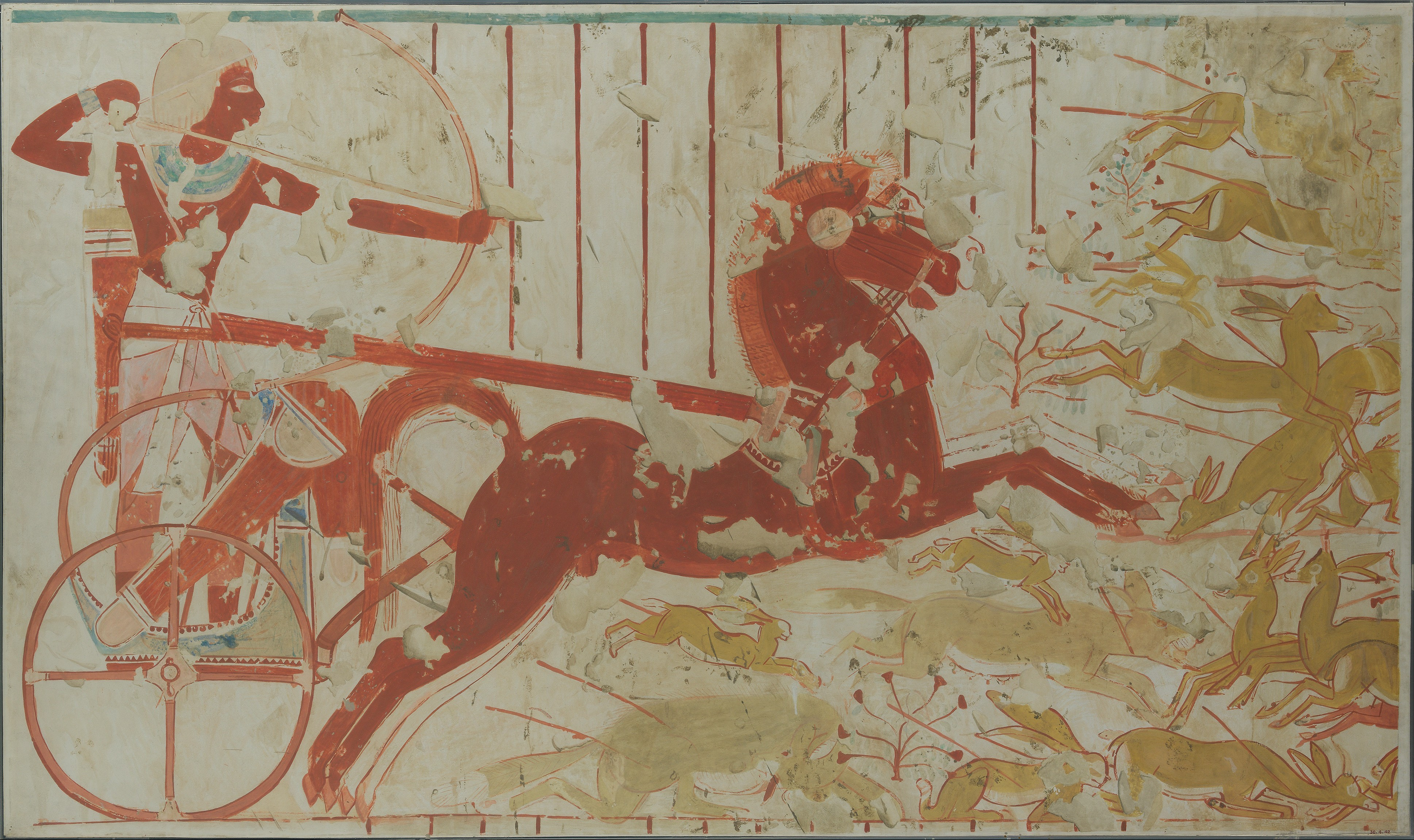
Escena de caza
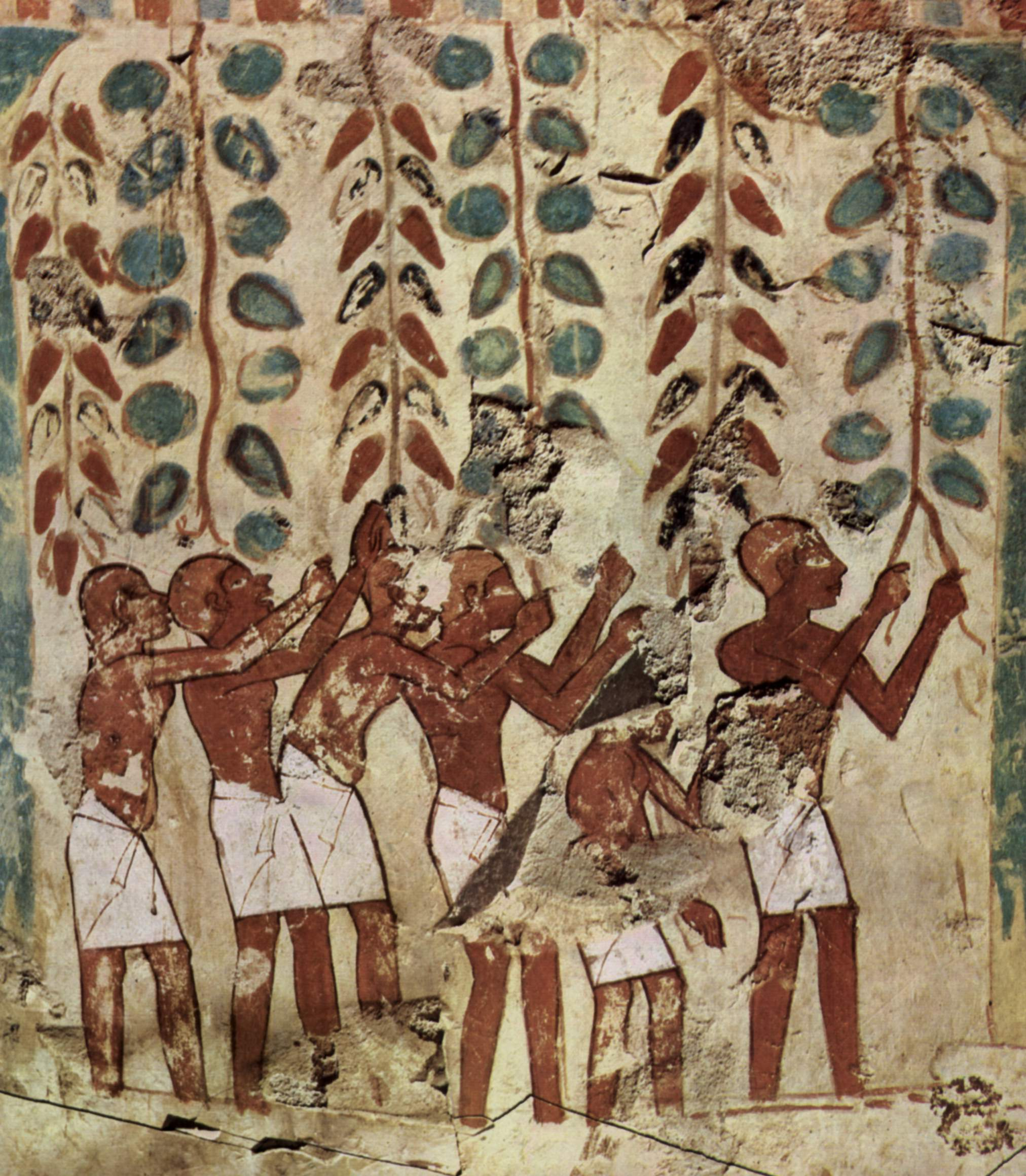
Escena agrícola
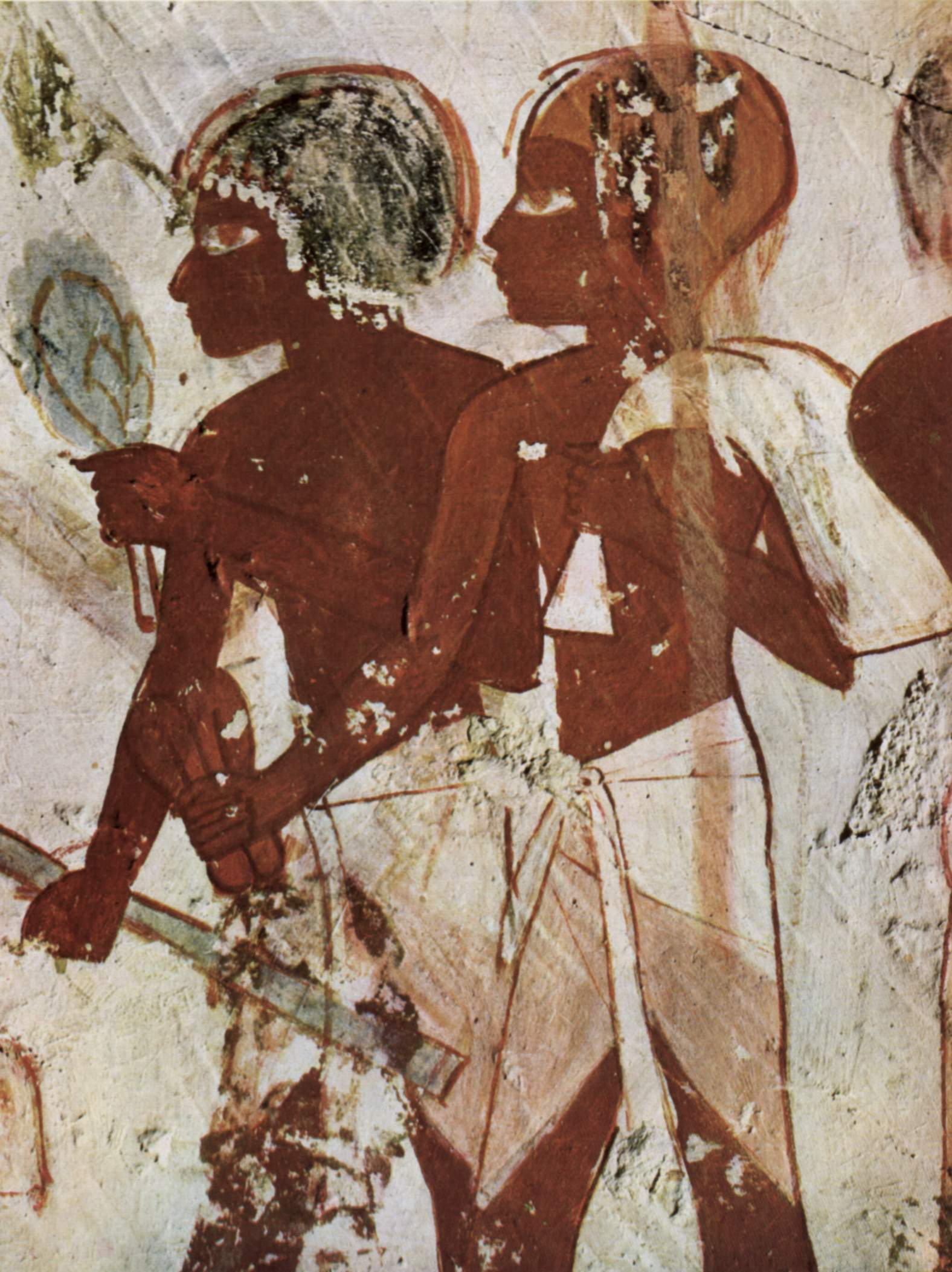
Funcionarios
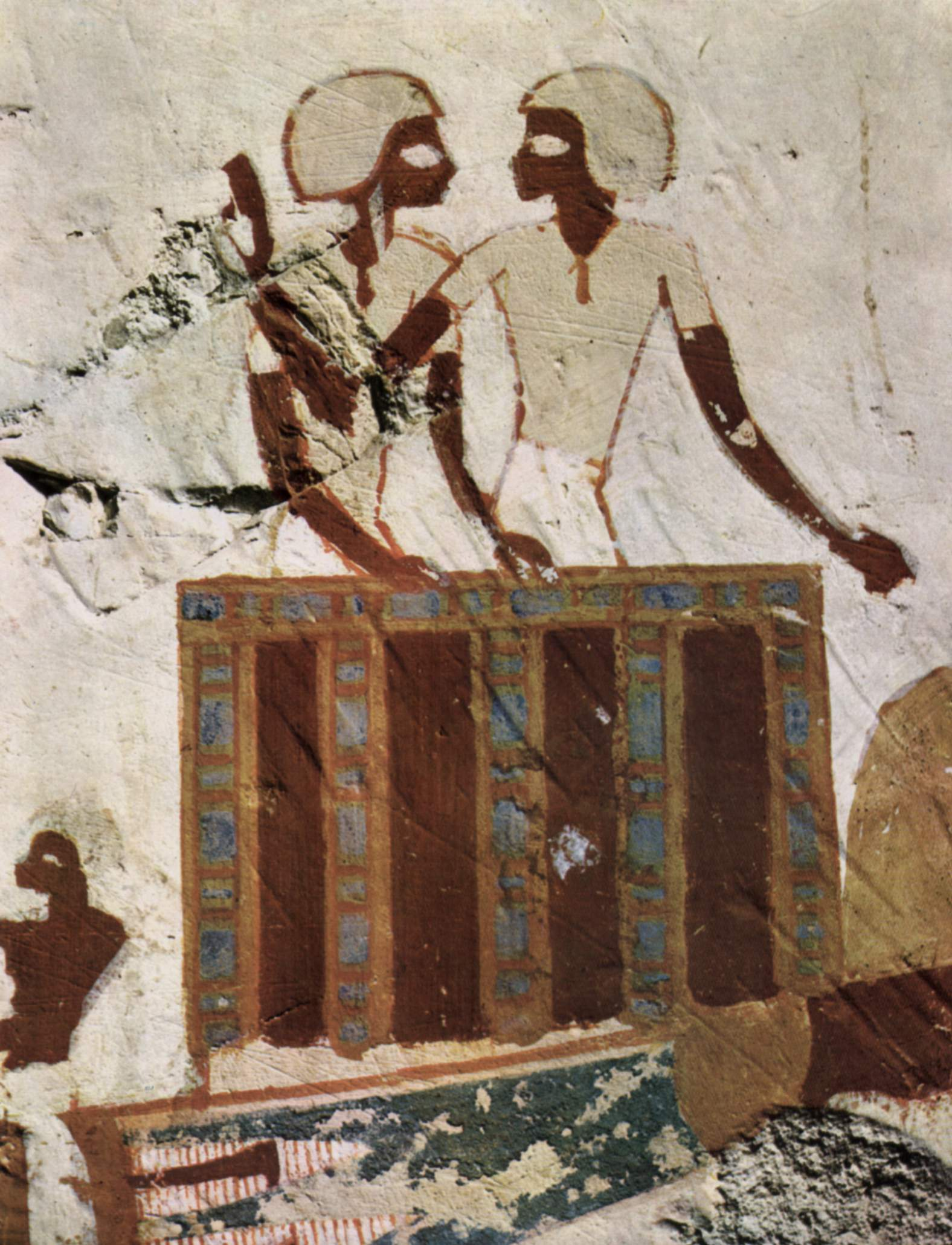
Detalle peregrinación a Abydos